# The Comedy Store

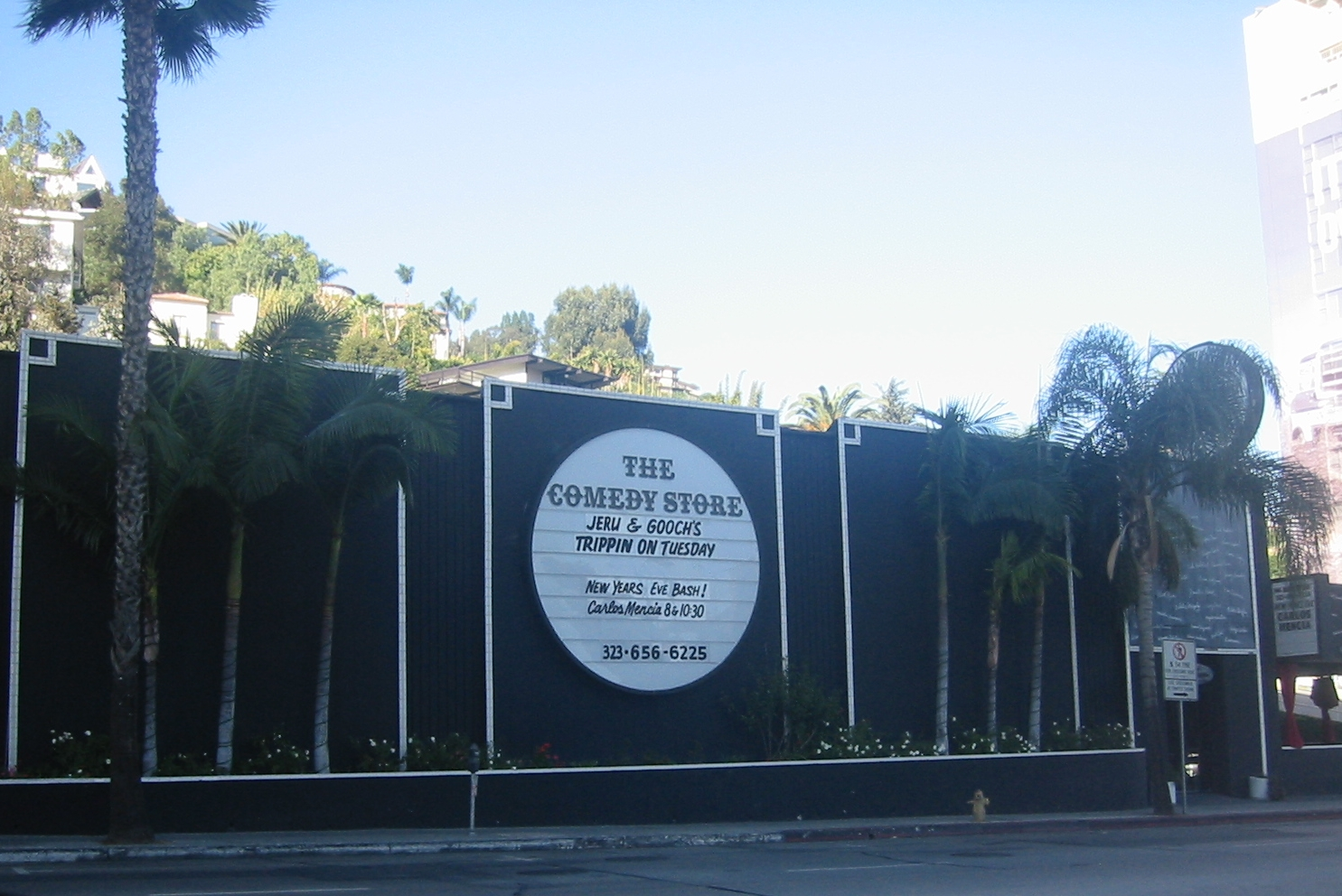
The Comedy Store.

The Comedy Store es un club de comedia estadounidense ubicado en West Hollywood, California, en el 8433 de Sunset Boulevard, en Sunset Strip. Un club asociado está ubicado en La Jolla, San Diego, California.

## Historia
Fue inaugurada en abril de 1972 por los comediantes Sammy Shore (1927–2019) y Rudy De Luca. El edificio fue anteriormente el hogar de Ciro's, un popular club nocturno de Hollywood propiedad de William Wilkerson, y más tarde un lugar de rock and roll, donde se descubrieron The Byrds en 1964. 
Cuando el lugar reabrió como The Comedy Store en 1972, incluía un teatro con 99 asientos. Como resultado de un acuerdo de divorcio, la exesposa de Sammy Shore, Mitzi Shore, comenzó a operar el club en 1973 y pudo comprar el edificio en 1976. Inmediatamente renovó y amplió el club para incluir una sala principal de 450 asientos.
En 1974, The Comedy Store organizó la recepción de la boda de los recién casados Liza Minnelli (hija de Judy Garland) y Jack Haley, Jr., (hijo de Jack Haley que interpretó a "El hombre de hojalata" en la película de 1939 El mago de Oz). La señalización del Comedy Club estaba cubierta, por la noche, con letreros que decían "Ciro's", que denotaban la identidad previa del lugar. Al evento asistieron muchas docenas de estrellas de Hollywood, incluidas Elizabeth Taylor, Sammy Davis Jr., Cher, Bob Fosse, Johnny Carson, Goldie Hawn, Cesar Romero, Priscilla Presley y otras estrellas, pasadas y presentes. La velada fue tan grande que Sunset Boulevard fue temporalmente bloqueada por la policía para permitir que la realeza de Hollywood llegara a sus limusinas sin ser molestados por fotógrafos y reporteros.

## Acción laboral

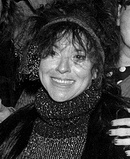
Retrato de Mitzi Shore

A partir de 1979, The Comedy Store sirvió durante muchos años como sede de los especiales anuales de HBO Young Comedians .
También en 1979, los comediantes formaron un sindicato de corta duración y exigieron que se les pagara por sus apariciones en The Comedy Store. Durante seis semanas (a partir de marzo), varios comediantes famosos organizaron una protesta frente al club, mientras que otros cruzaron la línea de piquete.  Los comediantes involucrados formaron un sindicato llamado Comediantes para la Compensación y lucharon por el pago donde no habían recibido ninguno antes. Eventualmente hicieron un piquete frente al club cuando no se cumplieron sus demandas. Jay Leno y David Letterman estaban entre los que estaban en la línea de piquete, mientras que Garry Shandling y Yakov Smirnoff cruzaron la línea.
La acción laboral no fue legalmente una huelga ya que los comediantes fueron clasificados como " contratistas independientes " y no estaban bajo contrato con el club. 
Mitzi Shore argumentó que el club era y siempre había sido un escaparate y un campo de entrenamiento para jóvenes comediantes y no se trataba de ganancias. Ella alegó que los comediantes vinieron al club y pudieron trabajar en su material frente a los agentes de casting y otros cazatalentos que posiblemente los contratarían como profesionales si fueran lo suficientemente buenos. 
Los comediantes en el club se sintieron infelices cuando el club se expandió varias veces y se percibió que las ganancias de Shore eran bastante sustanciales. Shore también pagó al resto de su personal, incluidas camareras y camareros. 
Después de la huelga, a algunos comediantes ya no se les permitió actuar en el club, incluido Steve Lubetkin, quien se suicidó al saltar del techo de la Casa Continental Hyatt  de al lado. Su nota de suicidio incluía la frase: "Mi nombre es Steve Lubetkin. Solía trabajar en The Comedy Store ". Lubetkin esperaba que su suicidio resolviera la disputa laboral. También citó a Shore como la razón por la que ya no tenía trabajo. 
El sindicato dejó de existir en 1980, aunque desde el momento de la acción laboral en adelante, los comediantes en Los Ángeles fueron pagados por sus espectáculos. Esto incluyó The Comedy Store y The Improv .

## Exalumnos notables
- Tim Allen
- Roseanne Barr
- Don Barris
- Sandra Bernhard
- Elayne Boosler[3]
- Bryan Callen
- John Caparulo
- Jim Carrey
- Dave Chappelle
- Louis C.K.[7]
- Andrew Dice Clay
- Jenn Colella
- Rodney Dangerfield
- Chris D'Elia[8]
- Joey Diaz
- Gaylord Dingler
- Tom Dreesen
- Gallagher
- Whoopi Goldberg[3]
- Argus Hamilton
- Tony Hinchcliffe
- Joel Hodgson
- Andy Kaufman
- Lotus Weinstock
- Michael Keaton[3]
- Sam Kinison
- Bobby Lee
- Jay Leno[3]
- David Letterman[3]
- Jay London
- Howie Mandel
- Marc Maron
- Dennis Miller
- Paul Mooney
- Eddie Murphy[3]
- John Pappas
- Christina Pazsitzky
- Ollie Joe Prater
- Richard Pryor[3]
- Paul Rodriguez[3]
- Joe Rogan
- Chris Rush
- Tom Segura
- Ari Shaffir
- Garry Shandling[3]
- Pauly Shore
- Yakov Smirnoff
- Phil Snyder
- Freddy Soto
- Brody Stevens[9]
- Theo Von
- Jeff Wayne
- Robin Williams
- Thomas F. Wilson
- John Witherspoon[10]

La historia de los jóvenes comediantes que llegaron a Los Ángeles en la década de 1970 y se presentaron en el club se cuenta en el libro I'm Dying Up Here de William Knoedelseder .

## Docu-series
El 22 de abril de 2019, se anunció que una serie documental basada en The Comedy Store se lanzará en 2020 en Showtime .